# Wind at My Back
Wind at My Back  è una serie televisiva canadese in 65 episodi trasmessi per la prima volta nel corso di 5 stagioni dal 1996 al 2001.
È una serie del genere drammatico ambientata durante la Grande depressione degli anni 1930, nella città fittizia mineraria di New Bedford nell'Ontario del nord, in Canada. Il plot segue i membri della famiglia Bailey in un periodo segnato da diverse difficoltà.

## Trama
Ambientata durante la Grande Depressione degli anni '30, la serie si svolge nella cittadina mineraria di New Bedford, nell'Ontario e segue le vite dei membri della famiglia Bailey: tutto ha inizio quando Jack e Honey Bailey perdono il loro negozio di ferramenta e sono costretti a tornare a vivere nella cittadina dove Jack è nato e dove la sua famiglia possiede una miniera d'argento.
Quando Jack rimane ucciso in un incidente, Honey è costretta a cercare un lavoro e a lasciare i suoi figli Hubert "Hub" ed Henry "Fat" alla prepotente suocera May, che ancora accusa la nuora di "averle portato via" il figlio, e la piccola figlia Violet ad altri parenti della famiglia che non hanno figli. Passerà un po' di tempo prima che Honey riesca ad avere di nuovo con sé i suoi figli, intanto un nuovo amore entrerà nella sua vita cambiando per sempre il suo destino.

## Personaggi e interpreti
- May Bailey (65 episodi, 1996-2001), interpretata da Shirley Douglas.
- Grace Bailey (65 episodi, 1996-2001), interpretata da Kathryn Greenwood.
- Hub Bailey (65 episodi, 1996-2001), interpretato da Dylan Provencher.
- Fat Bailey (65 episodi, 1996-2001), interpretato da Tyrone Savage.
- Max Sutton (64 episodi, 1996-2001), interpretato da James Carroll.
- Toppy Bailey (49 episodi, 1996-2001), interpretato da Robin Craig.
- Honey Sutton (39 episodi, 1996-1999), interpretata da Cynthia Belliveau.
- Maisey McGinty (38 episodi, 1997-2001), interpretata da Dalene Irvine.
- Callie Cramp (31 episodi, 1997-2001), interpretato da Lynne Griffin.
- Alden Cramp (23 episodi, 1996-2001), interpretato da Dan MacDonald.
- Ollie Jefferson (21 episodi, 1996-2000), interpretato da Neil Crone.
- Bob Bailey (19 episodi, 1996-1999), interpretato da Dan Lett.
- Del Sutton (18 episodi, 1997-2000), interpretato da Ron Lea.
- Pritchard Flett (18 episodi, 1999-2001), interpretato da Bradie Whetham.
- Jim Flett (17 episodi, 1999-2001), interpretato da Robert Bockstael.
- Honey Sutton (16 episodi, 2000-2001), interpretata da Laura Bruneau.
- Marjorie Behan (16 episodi, 1997-2000), interpretata da Sally Cahill.
- Dottor Richard Barlow (16 episodi, 1996-2001), interpretato da Don Allison.
- Alice MacFarlane (15 episodi, 1997-2000), interpretata da Julia Chantrey.
- Archie Attenborough (15 episodi, 1996-2001), interpretato da Richard Blackburn.
- George Murphy (15 episodi, 1996-2001), interpretato da Christopher Bondy.
- Sergente Stoneman (15 episodi, 1996-2000), interpretato da Rodger Barton.

## Produzione
La serie, ideata da Kevin Sullivan, fu prodotta da Canadian Broadcasting Corporation e Ontario Film Investment Program, Sullivan Entertainment, The Cable Production Fund, Téléfilm Canada e Wind at My Back Productions e girata nell'Ontario in Canada. Le musiche furono composte da Don Gillis.

### Registi
Tra i registi sono accreditati:
- Ken Jubenvill in 21 episodi (1996-2001)
- Stefan Scaini in 19 episodi (1997-2001)
- Don McBrearty in 5 episodi (1999-2001)
- Roman Buchok in 4 episodi (1997-2000)
- Harvey Frost in 3 episodi (1996)
- Stacey Stewart Curtis in 3 episodi (1997-1999)
- Donald Shebib in 3 episodi (1997-1999)
- Otta Hanus in 2 episodi (2000-2001)
- Michael Kennedy in 2 episodi (2000)

### Sceneggiatori
Tra gli sceneggiatori sono accreditati:
- Kevin Sullivan in 65 episodi (1996-2001)
- Jeff Boulton in 26 episodi (2000-2001)
- Raymond Storey in 15 episodi (1996-2000)
- Laurie Pearson in 9 episodi (1996-1999)
- Michael MacLennan in 8 episodi (2000-2001)
- John Boni in 7 episodi (2000-2001)
- Arnold Margolin in 5 episodi (1997-1999)
- Ann MacNaughton in 5 episodi (2000-2001)
- Marlene Matthews in 3 episodi (1996-1997)
- Michael Mercer in 3 episodi (1997-1999)
- Roy Sallows in 3 episodi (1997)
- Jeremy Hole in 2 episodi (1996-2000)
- Barry Stevens in 2 episodi (1997-1999)
- Kelly Rebar in 2 episodi (1999-2000)

## Distribuzione
La serie fu trasmessa in Canada dal 1º dicembre 1996 al 1º aprile 2001 sulla rete televisiva Canadian Broadcasting Corporation. In Italia è stata trasmessa dal 17 marzo 2008 su RaiTre con il titolo Wind at My Back.

## Episodi
| Stagione         | Episodi | Prima TV Canada |
| ---------------- | ------- | --------------- |
| Prima stagione   | 13      | 1996-1997       |
| Seconda stagione | 13      | 1997            |
| Terza stagione   | 13      | 1999            |
| Quarta stagione  | 13      | 2000            |
| Quinta stagione  | 13      | 2000-2001       |